# Fritz Hilgers
Fritz Hilgers (geboren am 14. Dezember 1921 in Köln; gestorben am 18. Mai 2014 ebenda) war ein deutscher Architekt, Hochschullehrer und Denkmalpfleger. Von 1980 bis 1987 hatte er an der Fachhochschule Köln eine Professur für Baugeschichte und Denkmalpflege, mit dem Schwerpunkt auf Stadtsanierungen inne. Dem Rheinischen Verein für Denkmalpflege und Landschaftsschutz gehörte Fritz Hilgers über viele Jahre als Vorsitzender von dessen Kölner Ortsgruppe und in anderen Funktionen an.

## Werdegang
Der gebürtige Kölner Fritz Hilgers verbrachte seine Schulzeit in Gemünd bei Schleiden in der Eifel, wo er auch 1939 das Abitur ablegte. Zum 5. Dezember 1939 einberufen, versah er dann bis zum 8. August 1945 als Soldat seinen Kriegsdienst während des Zweiten Weltkriegs, ehe er im Jahr 1946 ein Architekturstudium an der RWTH Aachen aufnehmen konnte, wo ihn unter anderem die Professoren Hans Mehrtens, Ralf von Schöfer und Hans Schwippert unterrichteten. Mit dem Abschluss seines Studiums als Dipl.-Ing. im Jahr 1949 (nach anderer Quelle 1950) trat er als Architekt in den Dienst des Finanzbauamtes in Köln und wechselte dort 1950 als Planer in die Entwurfsabteilung der Oberpostdirektion, eine Tätigkeit, die er bis 1954 ausübte. 1955 promovierte Hilgers zum Dr.-Ing. mit einer Arbeit zu dem Thema Die Wandlung der mittelalterlichen Bindungen des Sakralbaues im Barock mit ihren Auswirkungen auf den Städtebau bis in die Neuzeit. Sein Referent von Schöfer befasste sich seinerzeit intensiv mit Wiederaufbauplanungen zerstörter Städte in Anlehnung an deren Vorkriegsbebauung. Im selben Jahr begann Hilgers als Baurat an der Staatlichen Ingenieurschule für Bauwesen in Münster seine Lehrtätigkeit als Dozent für Malerei und Kunstgeschichte. 1962 gelang die Versetzung an die damalige Staatliche Ingenieurschule für Bauwesen nach Köln (nach anderer Quelle 1950). Bei deren Überleitung zur Fachhochschule Köln im Jahr 1971 war er dort stellvertretender Direktor. 1980 erhielt er an der Fachhochschule Köln eine Ernennung zum Professor, die Lehrtätigkeit beendete er 1987, durch Lehraufträge und Studienarbeiten blieb er dem Fachbereich Architektur aber auch weiterhin verbunden.
Als Hochschullehrer war Hilgers besonders aktiv im „Arbeitskreis Theorie und Lehre der Denkmalpflege“, der 1976 und 1996 in Köln tagte. Die 1996er Veranstaltung gestaltete und organisierte Hilgers maßgeblich mit. Er zählte zu den Mitgründern des langfristig angelegten Praxisprojekts der Hochschule Burg Nothberg und setzte sich im Besonderen für die Einrichtung des Zusatzstudiums „Baudenkmalpflege, Denkmalbereichs- und Umfeldpflege“ ein, das im Jahr 1986 seitens des zuständigen Ministeriums in Düsseldorf genehmigt wurde. Zu seinem Tätigkeitsfeld gehörten zahlreiche städtebauliche Untersuchungen, so zu Erkelenz, Rheinbach, Stolberg oder Radevormwald. Als Hochschullehrer beeinflusste Fritz Hilgers ganze Generationen von Studenten und weckte als Bauhistoriker und Denkmalpfleger bei ihnen das Interesse für die Erhaltung überkommener Bausubstanz. Fritz Hilgers starb in seinem 93. Lebensjahr, beerdigt wurde er in Köln-Rodenkirchen, wo er während der letzten Jahrzehnte lebte.
Als Privatarchitekt war Hilgers neben Ein- und Mehrfamilienhäusern unter anderem mit der Erweiterung des Excelsior Hotel Ernst in Köln befasst. Er war zudem Mitglied des Gestaltungsbeirats und des Kultur- (=Denkmal) Ausschusses der Stadt Köln.

## Rheinischer Verein für Denkmalpflege und Landschaftsschutz
Seit der zweiten Hälfte der 1970er Jahre engagierte sich Fritz Hilgers in herausragenden Positionen „für die Ziele und Belange des Rheinischen Vereins“. Dabei hatte er zum 30. Januar 1979 und in der Nachfolge von Hugo Borger den Vorsitz über dessen Mitgliederstärksten Ortsverband Köln (1979: 1850 Mitglieder) übernommen, den er bis 1993 innehatte. In diesem Zeitraum wurde unter anderem die mit seinem Namen verbundene Initiative „Denkmal des Monats“ ins Leben gerufen, die helfen soll, der Kölner Bevölkerung die (bedrohten) Denkmäler der Stadt näherzubringen. Unter seinem Vorsitz gab der Ortsverband zahlreiche „vielbeachtete“ Stellungnahmen zu größeren Bauvorhaben, insbesondere in Köln ab, darunter auch die Positiv-Kritik zum Neubau des Museum Ludwig.

## Schriften (Auswahl)
- Die Wandlung der mittelalterlichen Bindungen des Sakralbaues im Barock mit ihren Auswirkungen auf den Städtebau bis in die Neuzeit. Untersuchungen an Hand süddeutsch-österreichischen und westdeutscher Bauten (=RWTH Aachen, Fakultät für Bauwesen, Dissertation vom 22. Juni 1955) Aachen 1955.
- Das alte Stolberg. (=Rheinische Kunststätten, Heft 277), Rheinischer Verein für Denkmalpflege und Landschaftsschutz, Neusser Druckerei und Verlag, Neuss 1983, ISBN 3-88094-375-3.
- mit Ursula Kisker, Helga Murmann, Werner Schäfke: Köln-Klettenberg. (=Rheinische Kunststätten, Heft 298), Rheinischer Verein für Denkmalpflege und Landschaftsschutz, Neusser Druckerei und Verlag, Neuss 1984, ISBN 3-88094-484-9.
- St. Peter in Köln-Ehrenfeld. (=Rheinische Kunststätten, Heft 380), Rheinischer Verein für Denkmalpflege und Landschaftsschutz, Neusser Druckerei und Verlag, Neuss 1993, ISBN 3-88094-716-3.
- Die drei katholischen Kirchen in Köln-Rodenkirchen. (=Rheinische Kunststätten, Heft 404), Rheinischer Verein für Denkmalpflege und Landschaftsschutz, Neusser Druckerei und Verlag, Neuss 1994, ISBN 3-88094-760-0.

sowie zahlreiche weitere Aufsätze zu „Themenstellungen der Baugeschichte und Denkmalpflege“.